# Arcangelo Corelli
Arcangelo Corelli (Fusignano, 17 febbraio 1653 – Roma, 8 gennaio 1713) è stato un compositore e violinista italiano del periodo barocco.
Si formò a Bologna e Roma, e in questa città sviluppò gran parte della sua carriera, grazie anche alla protezione di grandi mecenati aristocratici ed ecclesiastici. Sebbene la sua intera produzione sia limitata a sole sei raccolte di opere pubblicate - cinque delle quali di sonate in trio o solo e una di concerti grossi - ottenne grande fama e successo in tutta Europa, cristallizzando inoltre modelli di ampia influenza. Come violinista fu considerato uno dei più grandi virtuosi della sua generazione; contribuì, grazie allo sviluppo di moderne tecniche esecutive e ai suoi molti discepoli disseminati in tutta Europa, a collocare il violino tra gli strumenti solistici più prestigiosi.
La sua scrittura fu ammirata per l'equilibrio, la raffinatezza, le armonie sontuose e originali, per la ricchezza delle trame, per l'effetto maestoso della teatralità e per la sua polifonia chiara e melodiosa, qualità considerate una perfetta espressione degli ideali classici, che esplicitano al meglio i caratteri della musica italiana del primo barocco, influenzata dalla nascita della scienza e dagli intenti razionali della controriforma. La scrittura di Corelli, inoltre, impiega spesso risorse tipiche della scuola barocca, come l'esplorazione dei contrasti dinamici ed espressivi, temperate da un grande senso di moderazione. Corelli fu il primo ad applicare integralmente, con uno scopo espressivo e strutturante, il nuovo sistema tonale da poco consolidatosi, dopo almeno duecento anni di sperimentazioni.
Il primato di Corelli fu riconosciuto già dai suoi contemporanei in Italia e all'estero in modo esplicito, come fece François Couperin dedicandogli il suo «Le Parnasse, ou l’Apothéose de Corelli» Grande sonata in trio per due violini e basso continuo, o implicitamente, come Haendel che, ad esempio, si rifece al grande maestro nell'elaborare la struttura armonica e la melodia di molte sue opere, come diverse sonate per violino e basso continuo (ad es. la Sonata in Sol, HWV358, una versione semplificata delle 12 sonate per violino di Corelli (op. 5, Roma 1700)).
Personaggio dominante nella vita musicale romana fino ai suoi ultimi anni e molto apprezzato a livello internazionale, fu conteso da molte corti e ammesso nella più prestigiosa società artistica e intellettuale del tempo, l'Accademia dell'Arcadia. Noto ai suoi tempi come «il nuovo Orfeo», «il principe dei musicisti» e altri aggettivi simili, attorno alla sua figura si creò un'aura leggendaria e la sua fama sopravvisse dopo la sua morte. Ancora oggi le sue opere sono oggetto di una voluminosa bibliografia critica e le sue sonate sono ancora ampiamente utilizzate nelle accademie musicali, come materiale didattico oltre che come brani capaci di affermarsi nell'odierno repertorio concertistico. La sua posizione nella storia della musica occidentale è considerata cruciale, venendo riconosciuto come uno dei massimi maestri del suo tempo (il periodo a cavallo fra il XVII e il XVIII secolo), oltre che come uno dei primi e più grandi classicisti.

## Biografia

### Origine e primi anni
Arcangelo Corelli nacque il 17 febbraio 1653 nella frazione di Fusignano, allora parte dello Stato Pontificio, quinto figlio di Arcangelo Corelli e di Santa Raffini. Suo padre morì poco più di un mese prima della sua nascita. Antiche biografie hanno costruito per la sua famiglia illustri genealogie risalenti addirittura al romano Coriolano e ai potenti patrizi veneti Correr, ma mancano di fondamento. Tuttavia sono documentati a Fusignano fin dal 1506, dove entrarono nel patriziato rurale, arrivando ad acquisire ricchezza e notevole estensione fondiaria. La sua famiglia fu turbolenta e orgogliosa, e per lungo tempo contese con i Calcagni l'investitura del feudo di Fusignano, che l'altro tenne, senza ottenerlo.
La tradizione dice che la sua vocazione musicale si è rivelata molto presto, quando ha sentito un prete violinista, ma l'idea che avrebbe seguito la musica come professione non era nei piani della famiglia. I Corelli avevano già prodotto diversi giuristi, matematici e persino poeti, ma nessun musicista. Quest'arte era coltivata dalle élite del suo tempo più come hobby e piacere da dilettanti e segnalava una raffinata educazione e gusto, ma i professionisti appartenevano alle classi inferiori e non godevano di grande prestigio sociale. In questo modo la madre vedova gli permise di ricevere i rudimenti dell'arte, con maestri il cui nome non ha memoria, purché non abbandonasse l'educazione formale prevista per un aristocratico, che iniziò a ricevere a Lugo e poi a Faenza.

### Periodo bolognese

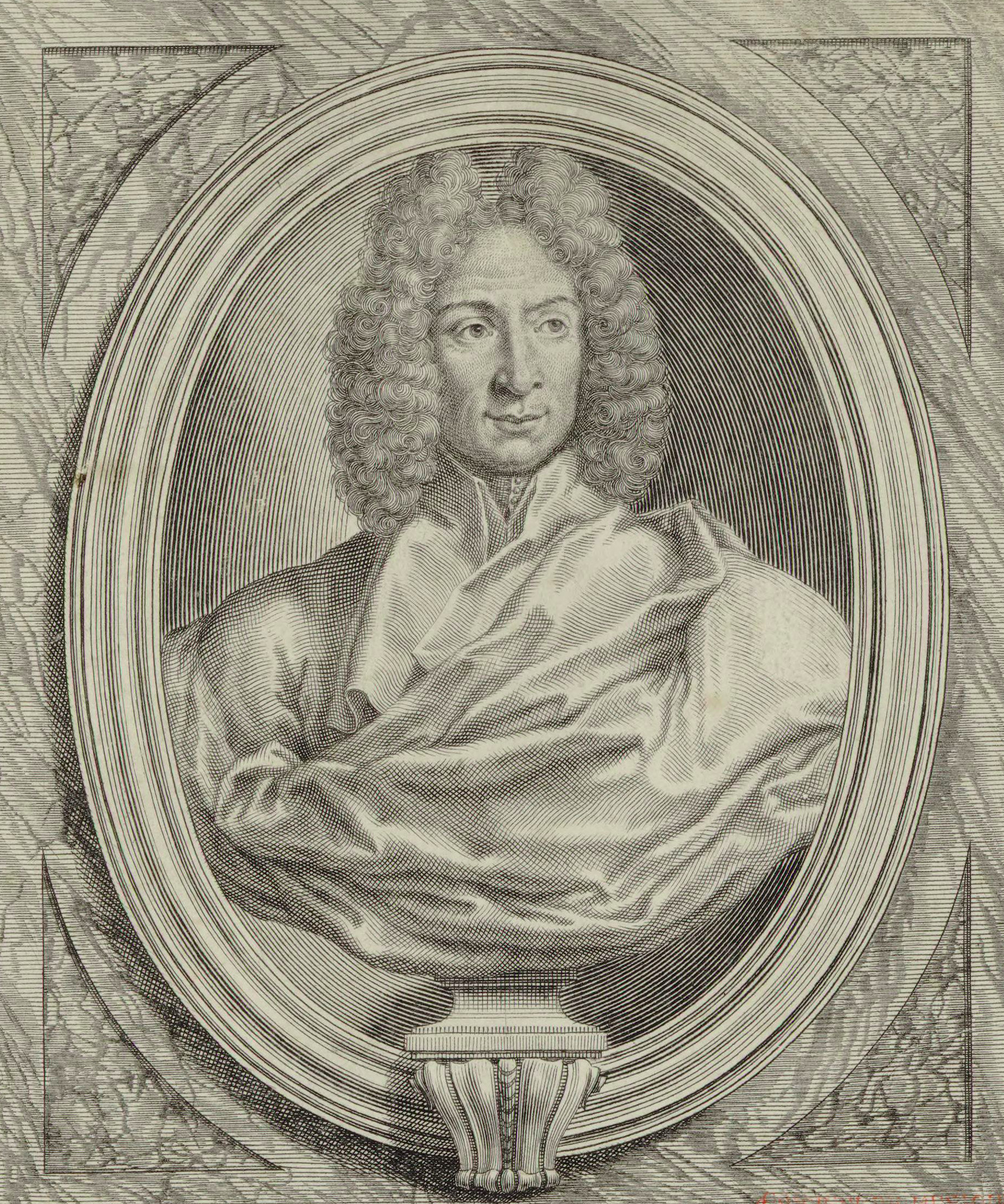
Frontespizio della sua Opera Quinta

All'età di tredici anni si trova a Bologna, dove si definisce la sua vocazione, decidendo di dedicarsi completamente alla musica. Non si sa cosa apprese a Lugo e Faenza, ma secondo la testimonianza del dotto padre Martini, fino a quel momento la sua conoscenza della musica era mediocre. A Bologna entrò in contatto con maestri famosi, tra cui Giovanni Benvenuti e Leonardo Brugnoli, e forse anche Giovanni Battista Bassani, e cominciò a manifestarsi la sua predilezione per il violino. I suoi progressi nello studio dello strumento furono così rapidi che solo quattro anni dopo, nel 1670, fu ammesso alla prestigiosa Accademia Filarmonica, una delle più selettive d'Italia, anche se la sua origine patrizia potrebbe aver avuto qualche influenza sulla scelta. Non si sa fino a che punto la scelta degli insegnanti fosse intenzionale o semplicemente il prodotto di circostanze, ma a giudicare da un'osservazione lasciata nel 1679, essi sembravano i migliori insegnanti disponibili in città, non essendoci altri che potessero offrire un'istruzione più raffinata, anche se limitata ad alcuni aspetti dell'arte. In ogni caso, i suoi maestri lo avvicinarono a una nuova corrente che poneva maggiore enfasi sulla brillantezza nell'esecuzione, a scapito delle tradizioni della vecchia scuola contrappuntistica, in cui gli strumenti avevano un peso più o meno simile negli ensemble. Infatti, nella sua maturità Corelli sarebbe stato uno dei grandi fautori della rapida ascesa del violino come strumento solista e capace di mostrare il virtuosismo degli interpreti. Lo stile che si consolidò in questa prima fase mostra una particolare influenza del Brugnoli, la cui capacità di esecuzione fu definita dal Martini originale e meravigliosa, essendo anche eccellente nell'improvvisazione.
Al periodo bolognese può essere attribuita solo una sonata per tromba, due violini e basso continuo, e una sonata per violino e basso, che furono pubblicate solo anni dopo. Consapevole della sua precaria formazione contrappuntistica, giunse a Roma per perfezionarsi nello studio composizione, sotto la guida di Matteo Simonelli, noto come il "Palestrina del Seicento", ma la data del suo trasferimento è incerta. Potrebbe essere arrivato lì già nel 1671, ma la sua presenza è documentata solo dal 1675 in poi. Le notizie sulla sua vita che intercorrono in questo intervallo di tempo scarseggiano. Un viaggio a Parigi, dove sarebbe entrato in contatto con il famoso Lully suscitandone l'invidia, è ormai considerato parte dell'aneddotica che si è formato intorno alla sua figura a seguito della sua fama. Le biografie più antiche riferiscono anche di viaggi a Monaco, Heidelberg, Ansbach, Düsseldorf e Hannover, liquidati però dalla moderna storiografia come improbabili.

### Roma: maturità e consacrazione

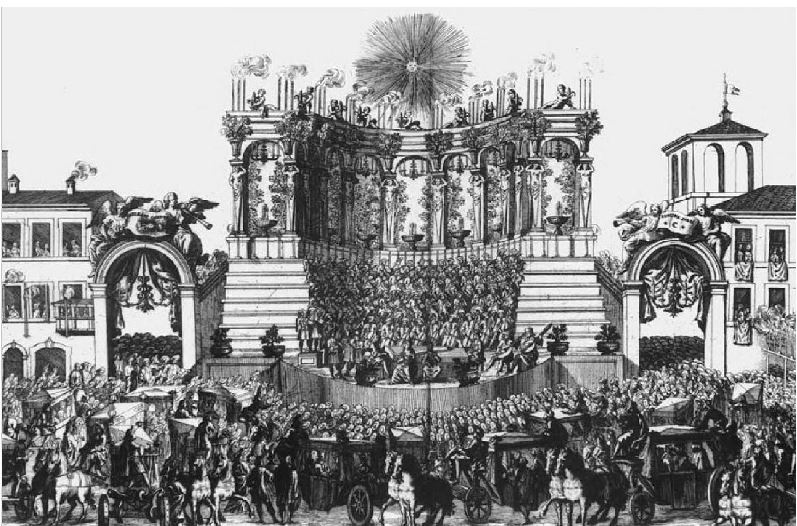
Corelli dirige l'orchestra in una serenata in piazza di Spagna (1687)

Simonelli fu un classicista ed esperto contrappuntista ed esercitò un'importante influenza sulla sua maturità di compositore e sullo sviluppo dello stile compositivo che lo avrebbe reso famoso, che si discostava dal semplice virtuosismo ereditato dalla scuola bolognese, mostrando un notevole equilibrio tra brillantezza strumentale e una più equa distribuzione dei ruoli tra le voci dell'orchestra, che si sarebbe rivelata magistralmente nei suoi dodici concerti grossi.
La prima documentazione della sua presenza a Roma è del 31 marzo 1675, che lo attesta fra i violinisti nell'esecuzione di un gruppo di oratori nella Chiesa di San Giovanni dei Fiorentini, tra cui il San Giovanni Battista di Alessandro Stradella. Il 25 agosto fu inserito nella lista degli esecutori per le celebrazioni della festa di San Luigi svoltasi presso la Chiesa di San Luigi dei Francesi, alla presenza della nobiltà e del corpo diplomatico. Tra il 1676 e il 1678 è documentato come secondo violino nella stessa Chiesa. Il 6 gennaio 1678 fu primo violino e direttore dell'orchestra che presentò l'opera Dov'è amore è pietà, di Bernardo Pasquini, all'inaugurazione del Teatro Capranica. Questa performance rappresentò la sua consacrazione nel mondo musicale romano. Divenne primo violino dell'Orchestra di San Luigi e nel 1679 entrò al servizio dell'ex regina Cristina di Svezia, che si era stabilita a Roma.
Nel 1680 completò e presentò pubblicamente la sua prima raccolta organizzata di opere, stampata nel 1681: Sonate à tre, doi Violini, e Violone, o Arcileuto, col Basso per l'Organo, che dedicò a Cristina di Svezia. In questa raccolta, il suo stile mostrato sin da subito segni di maturità. Gli anni successivi vedranno apparire una serie relativamente piccola ma regolare di opere. Nel 1685 venne alla luce la sua Opera Seconda, composta da dodici sonate da camera, nel 1689 la raccolta di dodici sonate da chiesa, nel 1694 un'altra serie di dodici sonate da camera, nel 1700 le sue dodici sonate per violino e basso, culminate nel 1714 con la sua Opera Sesta, la serie di dodici concerti grossi, pubblicata postuma.
Durante questo periodo il suo prestigio crebbe, diventando noto a livello internazionale come direttore d'orchestra, compositore e virtuoso del violino, e le sue opere furono ristampate in molte città europee suscitando comune ammirazione. Dall'agosto 1682 al 1709 fu sempre a capo dell'orchestra di San Luigi. Nel 1684 lasciò la corte di Cristina, per motivi economici, e si mise al servizio del cardinale Benedetto Pamphili, che nel 1687 lo nominò suo maestro di musica e ne sarebbe stato amico e grande mecenate. Nello stesso anno viene annoverato tra i membri della prestigiosa Congregazione dei Virtuosi di Santa Cecilia al Pantheon. In questo periodo iniziò a tenere lezioni private, in particolare a Matteo Fornari, che sarebbe stato anche un fedele segretario e aiutante per il resto della sua vita. Nel 1687 organizzò un grande concerto in onore del re Giacomo II d'Inghilterra in occasione dell'ambasciata inviata a Innocenzo XI, dirigendo un'orchestra di 150 musicisti. Grazie all'intervento di Pamphili, Corelli divenne direttore della musica alla corte del cardinale Pietro Ottoboni, nipote di papa Alessandro VIII. Ottoboni fu persona di grande influenza nel mondo cattolico e si dedicò a un intenso mecenatismo, e nel cui palazzo lo stesso Corelli andò ad abitare. La sua amicizia si estenderà alla famiglia Corelli, accogliendo alla sua corte i fratelli Ippolito, Domenico e Giacinto. Lì il compositore avrebbe avuto completa libertà d'azione, senza le pressioni che gli altri musicisti subivano dai loro potenti padroni.
A parte l'opulenza di queste corti, la sua vita personale fu modesta e discreta, concedendosi solo il lusso di acquisire una collezione di dipinti. La vita romana di Corelli trascorse in un susseguirsi di successi artistici e personali, conteso da varie corti e venendo considerato il più grande musicista del suo tempo. A coronamento della sua carriera, nel 1706 fu ammesso all'Accademia dell'Arcadia, massima onorificenza per un artista dell'epoca, dove adottò il nome simbolico di Arcomelo Erimanteo. Pamphili tornò da Bologna tra il 1704 e il 1705, richiedendo al musicista diverse esibizioni, e da questo momento in poi iniziò anche a dirigere l'orchestra dell'Accademia delle arti del disegno.
Tuttavia, la sua vita non fu priva di insuccessi e amarezze. La sua Opera Seconda ricevette un'aspra critica dal bolognese Matteo Zanni per dei presunti errori di contrappunto. L'autore scrisse una difesa indignata che diede origine a una polemica epistolare durata mesi. Resta famoso anche un episodio accaduto durante un viaggio a Napoli, dove sarebbe stato convocato dal re, desideroso ascoltarlo. La tradizione vuole che la visita sia stata piena di disgrazie. In primo luogo, l'esecuzione delle sue opere da parte dell'orchestra locale fu ritenuta insoddisfacente dal compositore. Più tardi, quando presentò alla corte l'adagio di una sua sonata, il sovrano lo avrebbe trovato noioso e se ne sarebbe andato a metà dell'esecuzione, con conseguente mortificazione del musicista. Infine, durante l'esecuzione di un'opera di Alessandro Scarlatti, a cui partecipò come violinista solista, avrebbe commesso diversi errori. Sempre secondo una tradizione forse spuria, durante l'esecuzione di un'opera di Händel, durante il soggiorno di quest'ultimo a Roma, la sua esecuzione non piacque all'autore, che gli avrebbe preso di mano il violino e mostrato come doveva essere interpretato.

### Ultimi anni

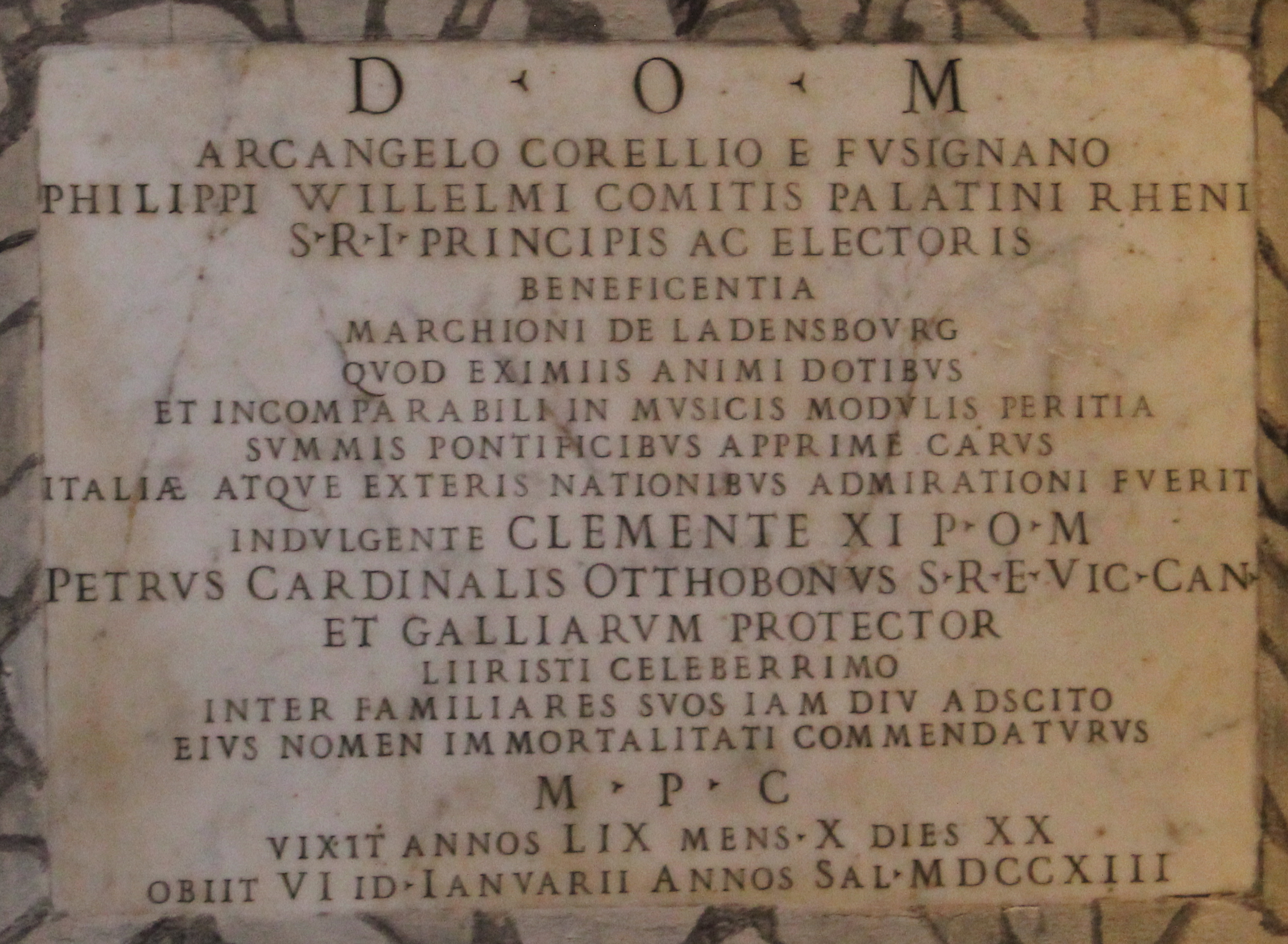
Iscrizione funeraria per Corelli nel Pantheon (Roma)

Nel 1708, in una lettera all'elettore del Palatinato, affermò di non godere più di buona salute. In essa dichiarò anche di essere già impegnato nell'elaborazione della sua ultima raccolta di opere, i concerti grossi, che non avrebbe però fatto in tempo a vedere pubblicati. Nel 1710 smise di apparire in pubblico, sostituito dal suo discepolo Fornari nella direzione dell'orchestra di San Luigi. Fino al 1712 risiedette nel Palazzo della Cancelleria, e alla fine di quell'anno, forse prefigurando la sua fine, si trasferì al Palazzetto Ermini, dove visse con suo fratello Giacinto e suo figlio.
Il 5 gennaio 1713 scrisse il suo testamento, che comprendeva un patrimonio relativamente modesto, costituito dai suoi violini e spartiti e da una pensione, nella quale spiccava però la grande collezione di dipinti che raccolse nel corso della sua vita, con circa 140 pezzi. Morì la notte dell'8 gennaio, senza che si conoscesse la causa della morte. Non aveva ancora compiuto sessant'anni.
La sua morte causò commozione su larga scala, il che dà una misura della stima che aveva guadagnato nel corso della sua vita. Il cardinale Ottoboni in una lettera di condoglianze alla famiglia, ponendosi come loro perpetuo protettore, lo fece seppellire nel Pantheon, privilegio mai concesso a un musicista, e per molti anni l'anniversario della sua morte fu celebrato solennemente. L'eredità musicale che Corelli lasciò ha influenzato un'intera generazione di compositori, tra i quali Antonio Vivaldi, Georg Friedrich Händel, Johann Sebastian Bach e François Couperin, così come molti altri, anche italiani, come il piemontese Giovanni Battista Somis, attraverso il quale i modelli corelliani passarono successivamente a Gaetano Pugnani e a Giovanni Battista Viotti.

### L'uomo
Corelli non si sposò mai e non è noto se avesse mai avuto alcuna relazione sentimentale. Si è recentemente ipotizzato che potesse essere stato l'amante del suo discepolo Matteo Fornari, con il quale visse nei palazzi dei suoi patroni e al quale lasciò in eredità tutti i suoi violini, ma non vi è alcuna prova a sostegno di tale tesi. La sua personalità era generalmente descritta come timida, ordinata, austera, servizievole e tranquilla, un'immagine di serenità e dolcezza invariabile, che era solita cambiare nei momenti di lavoro, mostrandosi in tali situazioni come energico, esigente e determinato. Händel, che entrò in contatto con lui a Roma, scrisse di Corelli: «Le sue due caratteristiche dominanti erano la sua ammirazione per i dipinti [...] e un'estrema parsimonia. Il suo guardaroba non era ampio. Di solito vestito di nero, portava un mantello scuro, andava sempre in giro a piedi e protestava con vigore se qualcuno voleva costringerlo a prendere una carrozza». Fonti dell'epoca affermano che quando intraprendeva l'esecuzione di passi solistici al violino la sua figura era «trasmutata, contorta, i suoi occhi erano tinti di rosso e girati nelle orbite come se fosse in agonia».

## L'opera

### Contesto
La figura artistica di Corelli fiorì al culmine del barocco, una corrente culturale caratterizzata da un'espressività artistica ornata e rigogliosa, ricca di drammaticità e di forti contrasti. La sua musica si sviluppò a partire dalla polifonia rinascimentale, caratterizzandosi però per una transizione verso una maggiore indipendenza tra le voci. Nuovi fattori socioculturali e religiosi, nonché una forte influenza del teatro e della retorica, determinarono l'elaborazione di un linguaggio musicale rinnovato che potesse meglio esprimere lo spirito del tempo, sviluppando così un'ampia gamma di nuove tecniche armoniche, vocali e strumentali. È il periodo in cui il sistema tonale si consolida definitivamente, abbandonando il vecchio sistema modale, e che ha la sua espressione più tipica nello stile di scrittura detta basso continuo o basso cifrato, nella quale la linea di basso e la linea superiore sono scritte per intero, lasciando a discrezione dell'esecutore l'esecuzione del riempimento armonico attribuito alle altre parti, indicate sinteticamente dall'autore mediante una cifratura. La grande importanza attribuita alla voce superiore, che relegò le altre parti a un ruolo subordinato, fece emergere la figura del virtuoso solista.

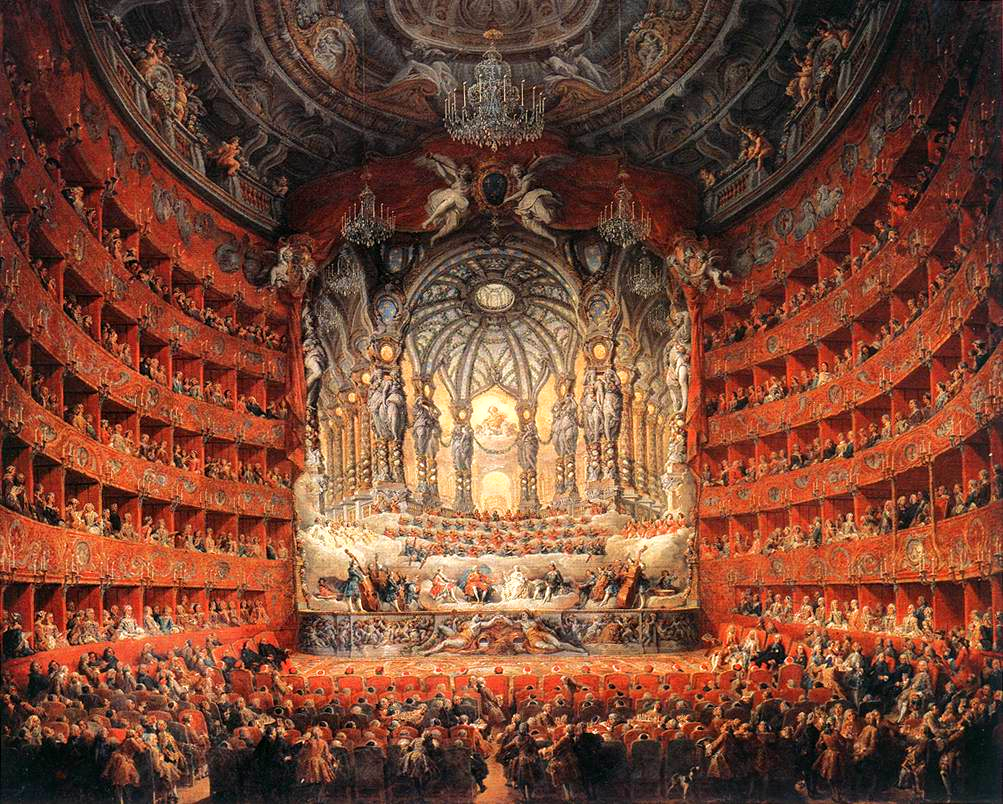
Il Teatro Argentina (Panini, 1747, Musée du Louvre)

Furono introdotte anche accordature temperate, la melodia aveva spesso ispirazione popolare e le dissonanze iniziarono a essere utilizzate come risorsa espressiva. La polifonia rimase onnipresente specialmente nella musica sacra, generalmente più conservatrice, ma la complessità che la caratterizzava nei secoli precedenti, che spesso rendeva incomprensibili i testi cantati, fu abbandonata in favore di un contrappunto molto più chiaro e semplificato, in cui spesso il primato era dato alla voce più alta. Inoltre, nel campo della simbologia e del linguaggio, fu di grande importanza lo sviluppo della teoria degli affetti, in cui figure, melodie, tonalità e risorse tecniche specifiche e standardizzate divennero un lessico musicale al servizio dell'espressione. Tali artifici erano molto comuni nel teatro d'opera, il genere più popolare e influente dell'epoca, esercitando un'influenza decisiva anche sulla direzione della musica strumentale, linguaggio che Corelli contribuì significativamente ad articolare e ad affermare. Sul piano formale, il barocco consolidò le forme della suite e della sonata in più movimenti, che diedero origine alla sonata da chiesa, alla sonata da camera, alla sonata in trio, al concerto grosso, al concerto solista e, successivamente, alla sinfonia. Nel complesso, i cambiamenti introdotti dal barocco hanno costituito una rivoluzione nella storia della musica, forse altrettanto importante di quelle promosse dall'emergere dell'Ars Nova nel XIV secolo e della musica d'avanguardia nel XX secolo.
Bologna, dove Corelli studiò in origine, con i suoi 60 000 abitanti era la seconda città più importante dello Stato Pontificio, sede della più antica università del mondo e centro di un'intensa vita culturale e artistica. C'erano diverse grandi chiese che mantenevano orchestre, cori e scuole permanenti, tre grandi teatri ospitavano gli spettacoli drammatici e operistici, diverse case editrici pubblicavano spartiti e c'erano almeno una mezza dozzina di accademie mantenute dalla nobiltà e dall'alto clero nei loro palazzi. Tutto ciò definì tendenze e canoni estetici, alcuni dedicati esclusivamente alla musica, tra cui la più famosa fu l'Accademia Filarmonica, fondata nel 1666 dal conte Vincenzo Maria Carrati. In questa città si formò una illustre scuola di violino, fondata da Ercole Gaibara, i cui principi furono assimilati da Corelli.
Roma, d'altra parte, aveva tradizioni, ricchezza e importanza molto maggiori a vari livelli, a cominciare dall'essere la sede del cattolicesimo. Inoltre, era una capitale cosmopolita che accoglieva artisti da tutta Europa, desiderosi di affermarsi su palcoscenici così ricchi, vari e influenti, dove i grandi mecenati della Chiesa e dell'aristocrazia si sfidavano, organizzando sontuose presentazioni e promuovendo numerosi artisti. Tuttavia, poche chiese e confraternite avevano corpi musicali stabili e c'era un grande scambio di professionisti tra una celebrazione e l'altra. A differenza di Bologna, a Roma la Chiesa aveva un'influenza decisiva sulla vita culturale, e le linee guida al riguardo variavano a seconda delle preferenze di ciascun pontefice. Clemente XI, ad esempio, era egli stesso librettista di opere e di oratori e promuoveva la musica profana, mentre Innocenzo XI era di natura conservatrice e ordinò la chiusura dei teatri pubblici, causando una débâcle operistica, pur autorizzando gli oratori sacri. In questo ambiente Corelli si ritrovò apparentemente senza alcuna difficoltà, anche se non è noto da chi fu introdotto. In ogni caso, ben presto si guadagnò il favore di mecenati che erano tra i primi della città.

### Il violinista
Come già accennato, Corelli apprese le basi della tecnica violinistica a Bologna, e come discepolo dei virtuosi Giovanni Benvenuti e Leonardo Brugnoli, seguì le linee stabilite da Ercole Gaibara, considerato il capostipite della scuola bolognese. In seguito istruì molti studenti e generò una sua scuola, ma nonostante la sua fama in questo campo, sopravvivono sorprendentemente poche e imprecise descrizioni della sua tecnica, generando notevoli polemiche tra i critici, una lacuna che è aggravata dal fatto di non aver scritto nessun manuale o trattato sull'argomento. Ai suoi tempi c'erano diverse scuole di violino in Italia, che proponevano diversi metodi di esecuzione e persino modi in cui il suonatore doveva tenere il violino. C'è una notevole iconografia che descrive queste differenze, dove i violinisti appoggiano lo strumento sotto il mento, sopra la spalla o contro il petto, ad angoli variabili. Naturalmente, queste differenze implicavano diverse tecniche della mano sinistra e dell'arco e in una certa misura definivano lo stile e la complessità della musica che erano in grado di eseguire.
Nel corso del XVIII secolo venne ritenuto un grande virtuoso, ma i critici del XX secolo hanno talvolta dubitato delle antiche testimonianze. Boyden, ad esempio, affermò che "Corelli non può rivendicare un posto di rilievo nella storia della tecnica del violino"; Pincherle lo considerava "inferiore ai tedeschi e persino agli italiani suoi contemporanei in termini di pura tecnica", e McVeigh disse che "non era certo uno dei grandi virtuosi del suo tempo". Tuttavia, secondo Riedo, tali pareri si basano su quanto si può dedurre dalle esigenze tecniche contenute nelle sue composizioni, ma questo metodo non è del tutto fedele alla realtà, poiché la partitura offre solo una vaga idea di cosa potesse essere un'esecuzione dal vivo, osservando anche che lo stile sviluppato da Corelli era caratterizzato più dalla sobrietà e dalla cantabilità che dalla stravaganza. Inoltre le sue composizioni, nella loro versione pubblicata, si rivolgono soprattutto a un pubblico eterogeneo e non solo a specialisti e virtuosi. Allo stesso tempo, le sue opere non possono essere esemplificative della sua capacità di esecuzione di opere di altri autori, dove potrebbe aver adottato un approccio diverso. I fallimenti del recital di Napoli e il confronto con Händel a Roma, dove avrebbe affermato di non essere esperto della tecnica francese, sono spesso citati come prove a sostegno della sua limitata tecnica violinistica, anche se non saldamente provati.

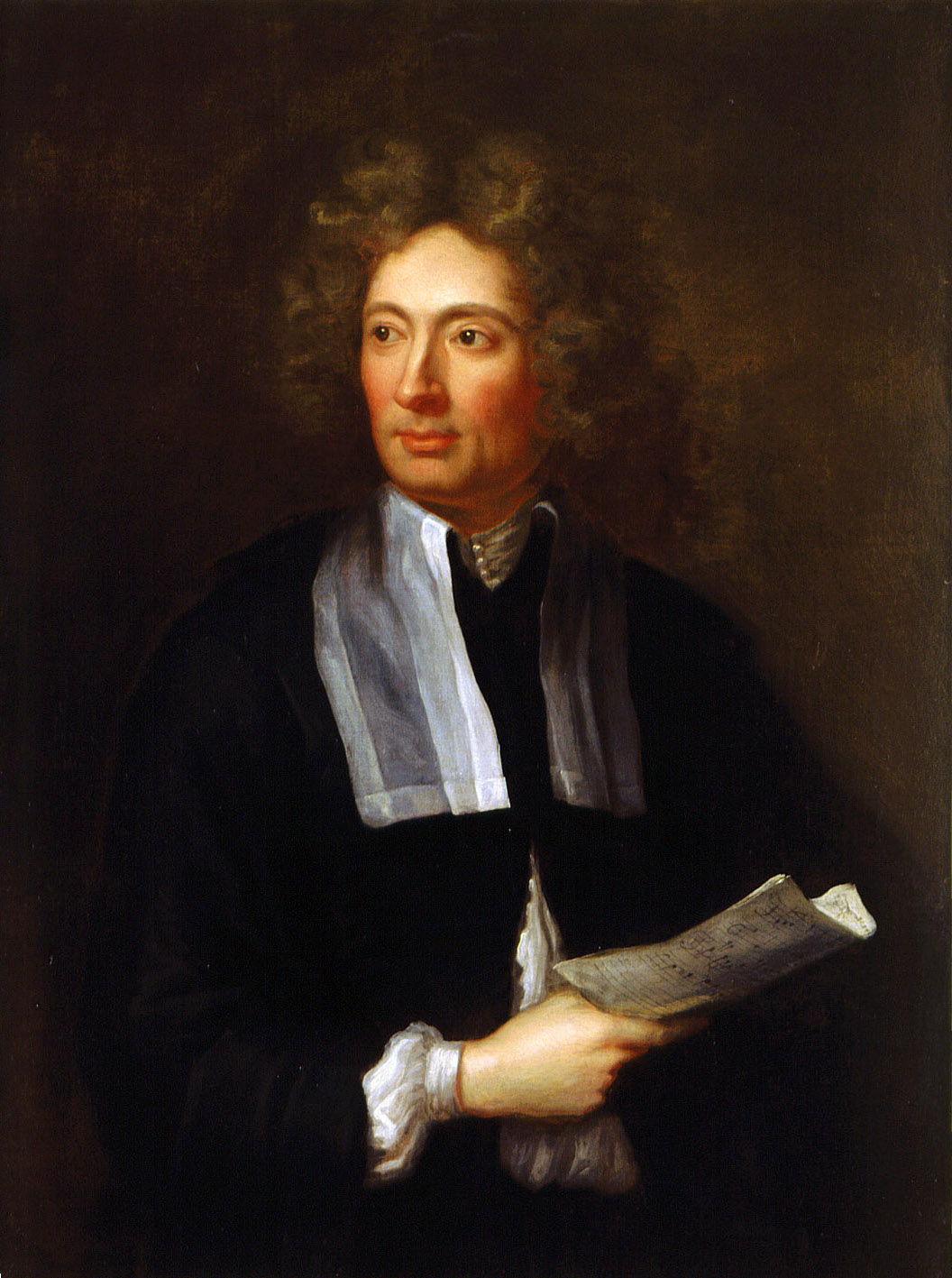
Arcangelo Corelli, 1698

Secondo la ricerca di Riedo, che riassume gli studi su questo aspetto, Corelli probabilmente teneva il violino contro il petto e lo proiettava in avanti; tale possibilità è supportata da incisioni e disegni, oltre che da fonti scritte, comprese le descrizioni delle esibizioni di altri violinisti che erano stati suoi studenti o furono influenzati da lui. Questa postura era largamente comune sin da prima della sua epoca, era dominante nella Roma del suo tempo e rimase comune fino al XIX secolo. Francesco Geminiani, che fu probabilmente suo allievo, nel suo The Art of Playing on the Violin (1751) scrisse che "il violino dovrebbe essere tenuto appena sotto la clavicola, inclinando leggermente il lato destro verso il basso, in modo che non sia necessario inchinarsi troppo quando bisogna suonare la quarta corda". Walls affermava che quasi nessun virtuoso della prima metà del XVIII secolo usava una posizione differente. Forniva all'esecutore un atteggiamento elegante, nel caso di Corelli importante anche perché patrizio, ma danneggiò un po' l'esecuzione delle note più acute sulla quarta corda. Va notato infatti che la musica di Corelli richiede raramente posizioni sopra la terza.
Geminiani, che fu anche virtuoso, diede voce a una visione ampiamente attuale di ciò che ci si aspetta da un buon violinista: "L'intento della musica non è solo piacere all'orecchio, ma esprimere sentimenti, toccare l'immaginazione, influenzare la mente, e comandare le passioni. L'arte di suonare il violino consiste nel dare allo strumento un suono che rivaleggia con la più perfetta voce umana, e nell'eseguire ogni brano con esattezza, decoro, delicatezza ed espressione secondo la vera intenzione della musica". Nelle parole di Riedo, "i punti di vista ideologici ed estetici di Geminiani sembrano corrispondere esattamente alle composizioni di Corelli: valorizzava le texture, senza passaggi acrobatici con cambi estremi di posizione e senza effetti virtuosistici. Le posizioni di Boyden, Pincherle e McVeigh sono da riconsiderare, in quanto questo tipo di virtuosismo acrobatico non sembra essere stato un obiettivo di Corelli". Descrizioni dell'epoca riportano che le sue esibizioni erano "erudite, eleganti e patetiche, e il suo suono fermo e uniforme". Bremner scrisse nel 1777 che "fui informato che Corelli non avrebbe accettato nella sua orchestra alcun violinista che non fosse in grado, in un'arcata, di creare un suono uniforme e potente, come quello di un organo, suonando due corde contemporaneamente, e tenerlo per almeno dieci secondi". Ciò suggerisce che la sua principale preoccupazione fosse la padronanza della tecnica dell'arco, responsabile del suono complessivo prodotto e delle sfumature e sottigliezze della dinamica e del fraseggio, coerente anche con le affermazioni dell'epoca sulla capacità di Corelli di esprimere al violino le più svariate emozioni nella loro pienezza, facendo "parlare” il suo strumento come se fosse una voce umana.
Tra i progressi da lui promossi nella tecnica vi sono l'esplorazione più intensa delle doppie corde (comprese le figurazioni su una nota di pedale), della corda Sol (fino ad allora poco utilizzata), degli armonici, degli arpeggi, del tremolo, del rubato, dello staccato, della scordatura, di veloci figurazioni in terze, di accordi con più di due note e fu il principale fautore della tecnica del bariolage. Sebbene Corelli non abbia scritto nulla al riguardo, i trattati pubblicati da Geminiani, Francesco Galeazzi e altri da lui influenzati riflettono probabilmente da vicino i principi del maestro. Le sue prestazioni nei vari ambiti legati al violino — virtuoso, insegnante e compositore — hanno lasciato un segno indelebile nella storia di questo strumento e hanno posto le basi della sua tecnica moderna.
Si sa che ebbe molti allievi, tra loro: il citato Fornari, Giovanni Battista Somis, Pietro Castrucci, Giovanni Stefano Carbonelli, Francesco Gasparini, Jean-Baptiste Anet, Georg Muffat e Francesco Geminiani.

### Il maestro
Poco si sa delle sue esibizioni come direttore d'orchestra, tranne del fatto che ha interpretato con successo questo ruolo per molti anni a capo delle orchestre della Chiesa di San Luigi e dell'Accademia delle Arti del disegno e di innumerevoli gruppi formati per occasioni specifiche, come i recital nelle accademie private della nobiltà, le feste civiche e i ricevimenti diplomatici. Gli apprezzamenti ricevuti furono sempre molto generosi, venendo elogiato soprattutto per la grande disciplina dei musicisti che guidava, ottenendo sempre interpretazioni vigorose, di grande precisione nell'attacco delle note e potente effetto d'insieme. Geminanti riferì che "Corelli riteneva essenziale che l'intera orchestra muovesse gli archi esattamente insieme: tutti su, tutti giù, in modo che nelle prove precedenti le esibizioni, potesse interrompere la musica se avesse visto un arco fuori posizione".
Corelli fu di vitale importanza nel processo di trasformazione dell'orchestra tradizionale. Nella generazione precedente gli ensemble erano piuttosto piccoli anche per gli spettacoli operistici e i grandi gruppi venivano reclutati solo in occasioni davvero eccezionali, specialmente per i festival all'aperto. L'orchestra di San Luigi, ad esempio, non superava i venti membri, anche in occasioni di prestigio, e il più delle volte si componeva di circa dieci o quindici membri. Grazie all'eredità di antiche pratiche polifoniche, gli ensemble si avvalevano di strumenti vari e di equilibrate proporzioni, raggruppati in "cori", ciascuno composto da più tipi di strumenti. La generazione di Corelli iniziò a spostare questo equilibrio di forze verso un predominio crescente della sezione d'archi, con un'enfasi sui violini, espandendo significativamente il numero di musicisti, raggruppando gli strumenti in sezioni omogenee e separando i cantanti dall'orchestra. Cambiò anche la sua disposizione spaziale, adottando una distribuzione che privilegiava il linguaggio tipico del concerto grosso, con un piccolo ensemble solistico, il concertino, separato dal grande gruppo del ripieno.
Oltre a dirigere ed essere contemporaneamente primo violino, Corelli si occupava di reclutare musicisti per la formazione di orchestre occasionali, si occupava del trasporto degli strumenti, pagava gli stipendi e svolgeva tutti i compiti di un moderno impresario di eventi. In alcune occasioni impiegò un numero sterminato di musicisti, ben 150, ben al di sopra di tutti gli standard del suo tempo. Secondo la testimonianza di Crescimbeni, "fu il primo a introdurre a Roma ensemble con un numero così vasto di strumenti e una tale diversità che era quasi impossibile credere che potesse farli suonare tutti insieme senza timore di confusione, soprattutto perché combinava gli strumenti a fiato con le corde, e il totale molto spesso superava i cento elementi". Sebbene il numero dei musicisti variasse notevolmente in ogni esibizione, l'equilibrio delle orchestre di Corelli era costante, con almeno metà dei musicisti che suonavano violini e un quarto occupato con violoncelli, violoni e contrabbassi. La restante frazione era riempita da una variegata strumentazione di viole, fiati, liuti, tiorbe, organi, clavicembali e altri, e dipendeva molto dal carattere della musica dell'occasione. La sua intensa attività a vari livelli nel campo della musica orchestrale ha dominato la scena romana e il suo ruolo di organizzatore, dinamizzatore e standard, può essere paragonato a quello di Jean-Baptiste Lully presso la corte di Luigi XIV. Per estensione, si potrebbe dire che tutte le orchestre romane tra il 1660 e il 1713 furono "l'orchestra di Corelli".

### Il compositore

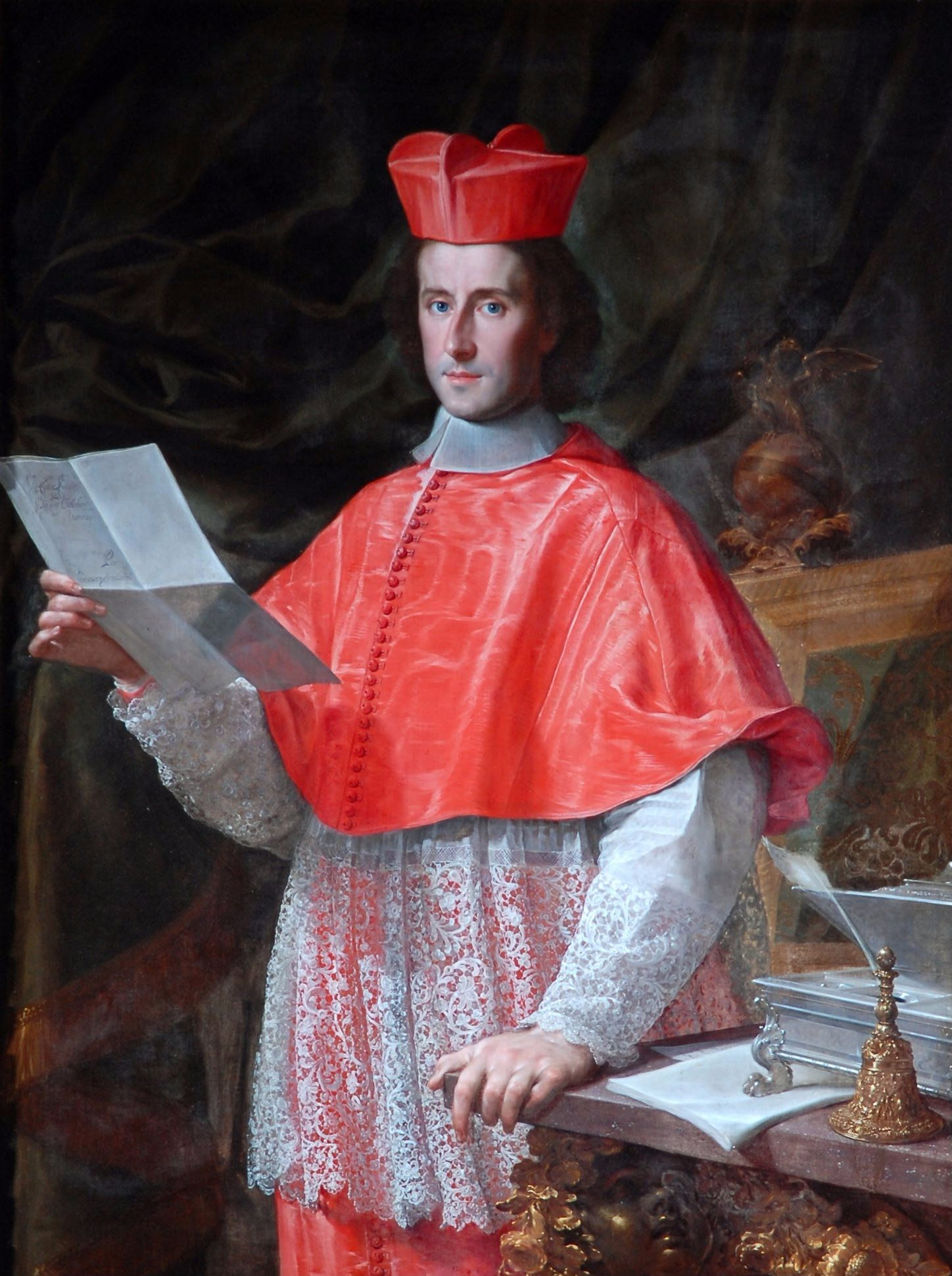
Il Cardinale Pietro Ottoboni, ritratto di Francesco Trevisani

Nonostante l'amore tipicamente barocco per lo stravagante, il bizzarro, l'asimmetrico e il drammatico, la produzione di Corelli si discosta da questo schema, favorendo i principi classicisti di sobrietà, simmetria, razionalità, equilibrio e moderazione espressiva, nonché perfezione formale, più volte apprezzato dalla critica coeva e contemporanea, formulando con notevole economia di mezzi un'estetica che è tra le fondamenta della scuola musicale neoclassica. Nella descrizione della Larousse Encyclopedia of Music, "senza dubbio altri prima di lui mostrarono più originalità, ma nessuno ai suoi tempi mostrò un interesse più nobile per l'equilibrio e l'ordine, o per la perfezione formale e un senso di grandezza. Nonostante la sua formazione bolognese, incarna l'era classica della musica italiana, grazie soprattutto alla tradizione romana. [...] Anche se non ha inventato le forme che ha usato, Corelli ha dato loro una nobiltà e una perfezione che lo rendono uno dei più grandi classicisti".
Le opere di Corelli furono il risultato di una lunga e ponderata pianificazione, e furono pubblicate solo dopo attente e molteplici revisioni. La sua ultima raccolta sembra aver richiesto più di trent'anni per essere completata, e una dichiarazione che lasciò in una lettera del 1708 attesta la sua insicurezza: "Dopo tante ed estese revisioni raramente ho sentito la fiducia di consegnare al pubblico le poche composizioni che ho inviato alla stampa". Un metodo così rigoroso, organizzato e strutturato razionalmente, un così forte anelito alla perfezione ideale, sono altre caratteristiche che ne fanno un classico in opposizione allo spirito selvaggio, asimmetrico, irregolare e improvvisativo del barocco più tipico. Dalle parole di Franco Piperno, "la sua opera stampata ha una struttura eccezionalmente curata e coesa, volutamente pensata per essere didattica, modellistica e monumentale. Non a caso una delle figure del frontespizio della sua Opera Terza è scritto "ai posteri", cioè come lo vedrebbero i posteri: come un'autorità sulla composizione, l'esecuzione e la pedagogia, una fonte di idee ricca di potenzialità". Fu molto rigido anche nella scelta dei generi da affrontare: la sonata in trio, la sonata per strumento solo e il concerto grosso. Tutta la sua produzione è per archi, con accompagnamento di basso continuo, che potrebbe essere eseguita da una combinazione variabile di organo, clavicembalo, liuti e/o tiorbe. Non ha lasciato opere per voce, ma le sue composizioni rivelano una forte influenza della musica vocale nel loro metodismo e nella loro espressività, nonché nel trattamento della polifonia.
Ai suoi tempi, il circolo delle quinte si affermò come il principale motore delle progressioni armoniche e, secondo Richard Taruskin, Corelli più di chiunque altro della sua generazione mise in pratica questo nuovo concetto con fini espressivi, dinamici e strutturali, che fu fondamentale per la sedimentazione del sistema tonale. Manfred Bukofzer, allo stesso modo, afferma che "Arcangelo Corelli merita credito per la piena realizzazione della tonalità nel campo della musica strumentale. Le sue opere inaugurano felicemente il periodo tardo barocco. [...] Sebbene strettamente legato alla tradizione del contrappunto dell'antica scuola bolognese, Corelli maneggiava la nuova lingua con impressionante sicurezza». D'altra parte, i cromatismi sono rari nella sua musica, ma le dissonanze sono relativamente comuni e utilizzate come elemento espressivo, sebbene siano sempre ben preparate e ben risolte. I critici hanno anche evidenziato l'integrazione armoniosa ed equilibrata tra elementi polifonici e omofonici, con la polifonia che si dispiega liberamente all'interno di una struttura tonale. Nella sua opera c'è un'abbondanza di forme espressive polifoniche, le più comuni sono i fugati, semplici contrappunti e scritture imitative, con motivi ripetuti in successione dalle varie voci alternativamente, solitamente dette anche fughe, ma nel suo stile le fughe autentiche sono rare, in quanto il suo sviluppo si discosta dai modelli convenzionali per la forma, esibendo un'ampia varietà di soluzioni. Secondo Pincherle, uno degli aspetti più significativi del genio di Corelli risiede nel movimento coordinato di queste voci che si intrecciano, si evitano e si trovano in modo da sviluppare motivi sempre diversi, stabilendo un'unità attraverso la parentela motivica dei diversi movimenti, un metodo che Fausto Torrefranca ha paragonato alla realizzazione di "un fregio che corre lungo le pareti e le facciate di un tempio".
Tra le sue influenze vi sono principalmente i maestri della scuola bolognese, come Giovanni Benvenuti, Leonardo Brugnoli e Giovanni Battista Bassani. Evidente è anche l'influenza di Jean-Baptiste Lully, attestata da Geminiani stesso, così come dalla scuola veneziana, in particolare Francesco Cavalli, Antonio Cesti e Giovanni Legrenzi. Buelow attesta inoltre che l'influenza di Palestrina sullo sviluppo dello stile polifonico della sua musica è stata in gran parte ignorata, influenza ricevuta principalmente attraverso il suo maestro Simonelli, che era cantante del coro della Cappella Sistina, dove l'opera di Palestrina era uno dei fiori all'occhiello del repertorio.
La sua produzione "canonica" comprende sei raccolte, ciascuna con dodici opere:
- Opera Prima, Sonate a trè, doi Violini, e Violone, ò Arcileuto, col Basso per l'Organo, dedicata alla regina Cristina di Svezia, edita a Roma da Gio. Angelo Mutij, 1681. 39 ristampe fino al 1790. 33 copie manoscritte.
- Opera Seconda. Sonate da Camera a trè, doi Violini, e Violone, ò Cimbalo, dedicata al cardinale Benedetto Pamphili, pubblicata a Roma da Gio. Angelo Mutij, 1685. 41 ristampe fino al 1790. 25 copie manoscritte.
- Opera Terza. Sonate à tre, doi Violini, e Violone, ò Arcileuto col Basso per l'Organo, dedicata a Francesco II, duca di Modena, edita a Roma da Giacomo Komarek Boerno, 1689. 37 ristampe fino al 1790. Più di 35 copie manoscritte.
- Opera quarta. Sonate à tre, composta per l'Accademia del cardinale Pietro Ottoboni e a lui dedicata, pubblicata a Roma da Giacomo Komarek Boerno, 1694. 39 ristampe fino al 1790. Più di 25 copie manoscritte.
- Opera Quinta. Sonate a Violino e Violone o Cimbalo, dedicata a Sofia Carlotta, Elettore di Brandeburgo, pubblicata a Roma da Gasparo Pietra Santa, 1700. Più di 50 ristampe fino al 1800. Centinaia di copie manoscritte.
- Opera Sesta. Concerti Grossi Con duoi Violini e Violoncello di Concertino obligati e duoi altri Violini, Viola e Basso di Concerto Grosso ad arbitrio, che si possono raddoppiare, dedicato a Johann Wilhelm, Elettore Palatino, pubblicato postumo ad Amsterdam nel 1714. 10 ristampe fino al 1800. 17 copie manoscritte, complete o parziali.

La dimensione ridotta della sua opera pubblicata, insieme ai resoconti letterari della composizione di molti brani non individuati nel contenuto delle sei raccolte, ha portato alcuni ricercatori a immaginare che un gran numero di opere sia andato perduto, ed è stato supposto che potessero essere anche più di centro, ma questa impressione potrebbe essere esagerata o addirittura del tutto errata. Ci sono, ad esempio, descrizioni dell'esecuzione di diverse "sinfonie", genere che all'epoca era coltivato sia come musica strumentale autonoma sia integrato in opere, oratori e balletti come aperture o intermezzi. Tuttavia, la parola sinfonia aveva un uso molto impreciso all'epoca, e tali opere potrebbero in effetti corrispondere a singole sezioni di quelli che ci sono pervenuti come i suoi concerti grossi. Inoltre, i metodi compositivi lenti di Corelli e i suoi scrupoli verso la perfezione, che lo hanno portato a perfezionare a lungo le sue invenzioni, possono indicare il contrario: che ciò che riteneva degno di presentazione pubblica era esattamente ciò che stampava, e che nulla era veramente perduto, oppure almeno niente di importante. Negli ultimi decenni sono apparsi diversi manoscritti, completi o frammentari, la cui paternità è stata contestata. Diversi sono forse autentici, ma a quanto pare si trattava di saggi per opere successivamente modificate, o brani scritti ad hoc per qualche evento specifico, e poi abbandonati in quanto poco importanti. Altri, pubblicati almeno una volta, possono essere adattamenti di altri autori da autentico materiale corelliano.
In una categoria a parte è la raccolta di concerti grossi che Geminiani pubblicò a Londra tra il 1726 e il 1729, adattando materiale dall'Opera Quinta, e dando il dovuto credito a Corelli come autore. Questa serie divenne popolare e subì numerose ristampe, direttamente responsabili della duratura fama di Corelli in Inghilterra. Inoltre molti altri nel corso del XVIII secolo hanno realizzato adattamenti più o meno riusciti dei suoi brani, per varie formazioni, voce compresa.

#### Opera Prima, Seconda, Terza e Quarta

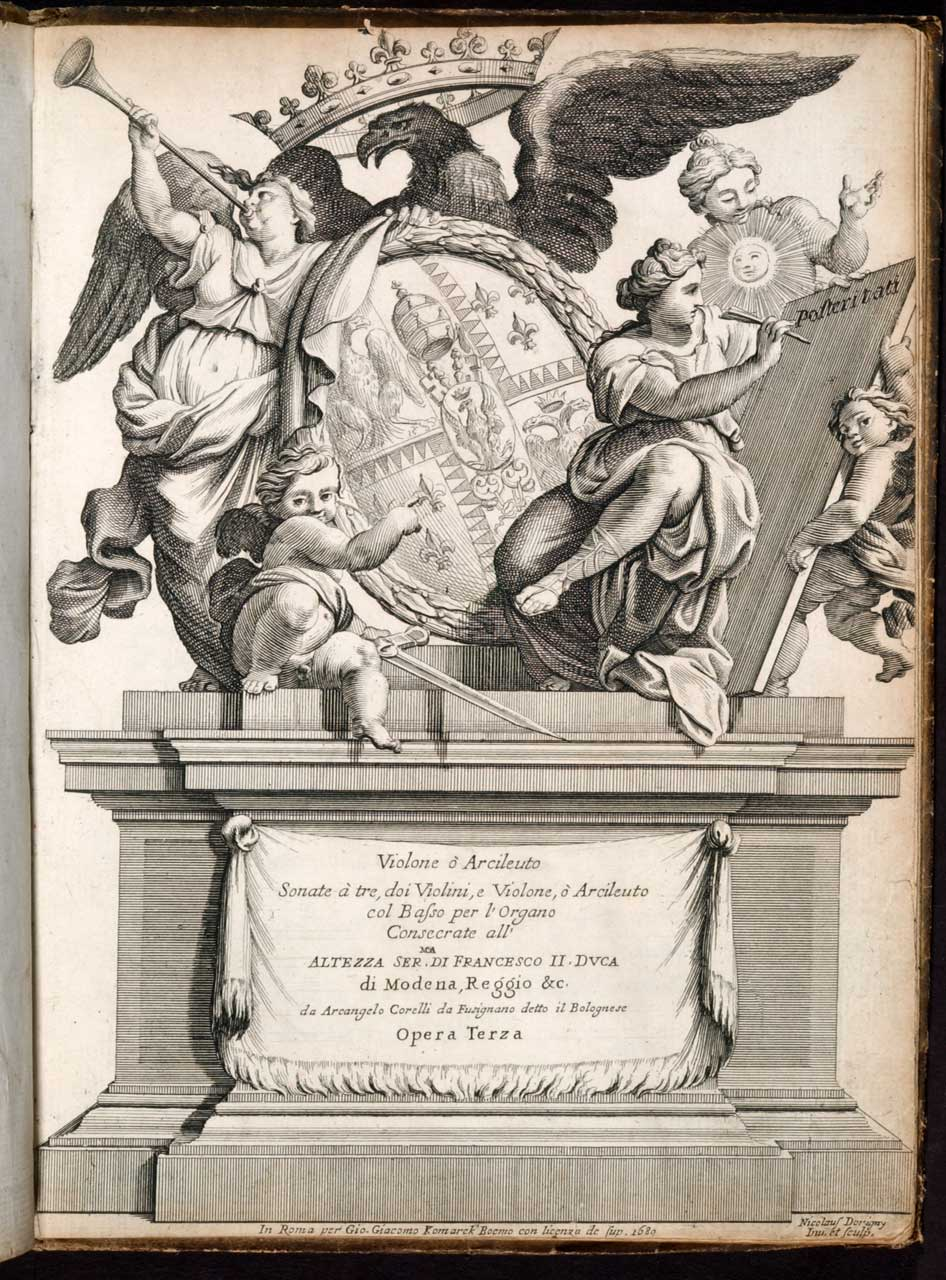
Frontespizio della prima edizione di 12 sonate da chiesa, op. 3

Le prime quattro raccolte presentano una serie di sonate da chiesa e da camera, strumentate a tre voci: due violini e violoncello, e basso continuo di accompagnamento. Nonostante le indicazioni strumentali lasciate dall'autore, la prassi del tempo consentiva cambiamenti significativi a seconda dell'occasione e della disponibilità dei musicisti. Il primo tipo, come suggerisce il nome, era adatto all'uso durante la celebrazione della Messa, come musica di sottofondo durante le sezioni Graduale, Offertorio e Comunione. Ai Vespri le funzioni potevano essere celebrate prima dei Salmi. La forma era un'evoluzione della canzona polifonica rinascimentale, e nel barocco era fissata in quattro movimenti, lento-veloce-lento-veloce, richiamando anche l'antica coppia formale di preludio-fuga. La parte polifonica più elaborata era solitamente nella prima sezione veloce. Il suo carattere, adatto al culto, era austero e solenne. Il secondo tipo era adatto a saloni eleganti, aveva un carattere più estroverso, poteva essere più ornamentale e costituiva un'evoluzione delle antiche suite di danze popolari, talvolta stilizzate e raffinate, con struttura bipartita a ritornelli, e con un lento preludio cerimoniale in apertura, constando in tutto di quattro movimenti. Nonostante questi schemi di base, i suoi pezzi da camera mostrano una grande varietà, di cui circa la metà si discosta dallo schema a quattro movimenti, manifestando una ricchezza inventiva che nessuna semplice teorizzazione può razionalizzare. Alcuni, ad esempio, si aprono con fiorite espressioni di violino simili nel carattere a un'improvvisazione su lunghe note di pedale sostenute dal basso. Altri si aprono con movimenti di denso carattere sinfonico, spesso di elevata espressività e intensità, che li rendono adatti a un'esecuzione indipendente.
Le raccolte successive utilizzano molto materiale di quelle precedenti in nuove combinazioni, che per alcuni critici, come lo stesso Geminiani, era segno di limitata ispirazione, affermando che "tutte le varietà di armonia, modulazione e melodia in Corelli potrebbero forse essere espresse in brevi battute", ma per Buscaroli "l'esame delle sonate rivela che il riuso del materiale armonico è strettamente legato a un faticoso programma di sperimentazione metodica dell'incipiente sistema tonale. La tecnica dell'auto-imitazione si inserisce in un progressiva sistematizzazione idiomatica e formale".
Il genere della sonata barocca — tipicamente la sonata a tre — iniziò ad articolarsi nei primi anni del Seicento e si rivelò estremamente fruttuoso e longevo, con molti maestri che lasciarono importanti raccolte, come François Couperin, Giovanni Bononcini, Antonio Caldara, Giuseppe Torelli e Francesco Antonio Bonporti. Su ognuno di essi da un punto di vista contenutistico è evidente l'influsso di Corelli, il quale ne rinnovò la sostanza, la struttura e la vitalità. Sebbene non siano noti precursori diretti delle sue opere, Buelow indicò probabili influenze romane e bolognesi, in particolare Giovanni Battista Vitali. La scuola bolognese del Seicento, infatti, si distinse per la sua moderazione del virtuosismo in nome di un maggiore equilibrio tra le parti, sottolineando anche il fraseggio lirico e un'espressione generale elegante, un modello dunque già molto vicino a quello corelliano. Queste raccolte, insieme all'Opera Quinta, crearono uno standard molto apprezzato e imitato per il genere delle sonate soliste o in trio e costituirono il modello fondatore del genere così come si sviluppò nella prima parte del XVIII secolo.

#### Opera Quinta

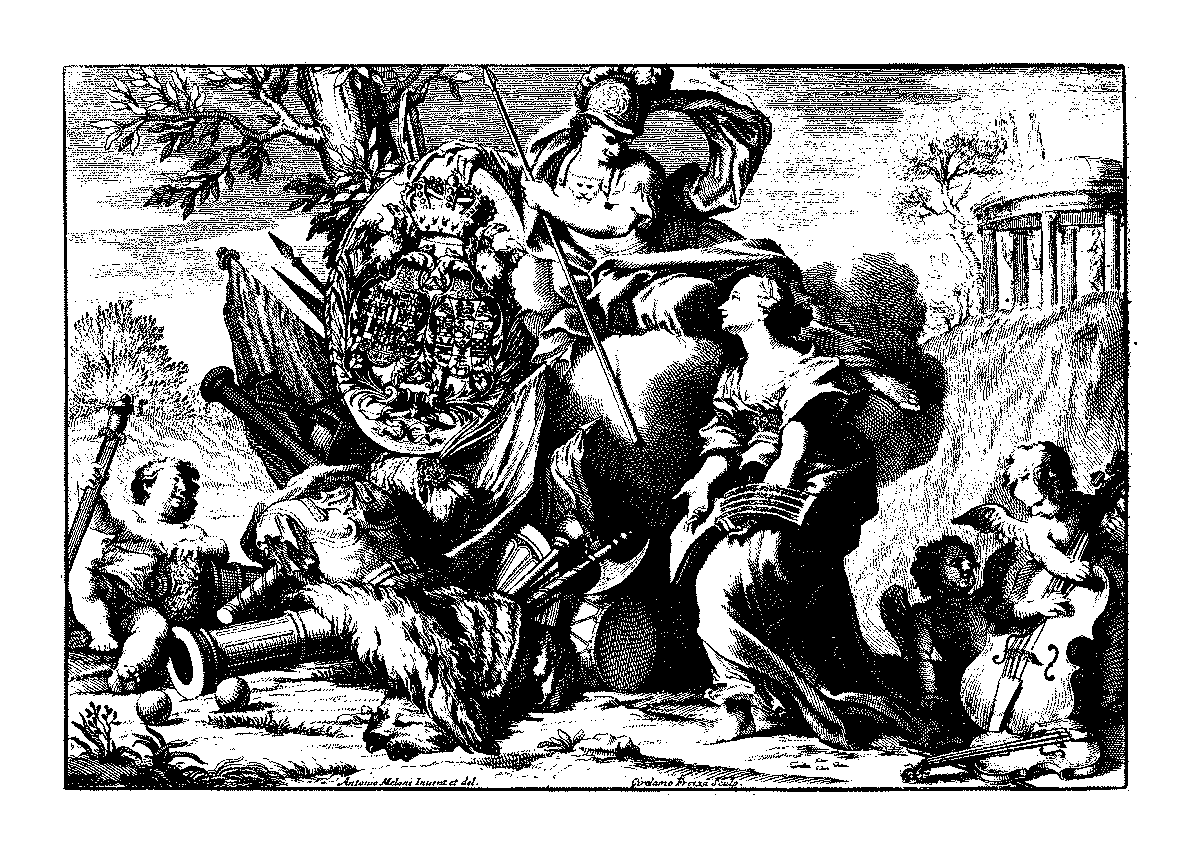
Sonate op. 5, per violino solo

Nella sua Opera Quinta, dodici sonate per violino solo e basso, il suo stile raggiunge la piena maturità, ed è oggi ricordata principalmente attraverso il suo ultimo pezzo, una serie di variazioni sull'aria popolare La Folia di Spagna, dove arriva al limite della piena musica omofonica. Con questa collezione la sua fama si affermò definitivamente in Italia e in Europa. Charles Burney affermò che Corelli avesse impiegato tre anni solo per rivedere le prove di stampa e, da quanto si sa delle sue abitudini, dovesse aver iniziato a comporre molto prima. Zaslaw ipotizza che possa aver iniziato a lavorare alla serie già nel 1680. La collezione fu apprezzata come un classico nel suo genere e come una pietra miliare nella storia della composizione per violino non appena venne alla luce nel 1700, e nessun'altra opera musicale ricevette un'accoglienza tanto entusiastica e diffusa nel primo XVIII secolo quanto questa raccolta. Più di 50 ristampe furono fatte fino al 1800 da vari editori in vari paesi e di essa sopravvivono centinaia di copie manoscritte, a testimonianza della sua enorme popolarità. La raccolta si distingue dalle precedenti per una maggiore complessità tecnica e formale e una maggiore varietà armonica, con molti passaggi che portano progressioni, modulazioni e relazioni tonali sofisticate e ardite.
Oltre a essere stimata come musica da camera a sé stante, è oggi ormai chiaro che fosse utilizzata dai contemporanei anche come materiale didattico, fattore che spiega anche la sua così ampia diffusione. Il suo valore pedagogico si manifesta nel fatto che gran parte di ciò che contiene la collezione è tecnicamente accessibile agli studenti dei primi anni del violino, senza perdere nulla del suo valore estetico. Per Buelow, il suo successo deriva principalmente dalla sua perfezione formale e dall'intenso lirismo dei movimenti lenti. Furono anche modello fondamentale nella strutturazione della futura forma della sonata e la semplicità delle linee melodiche del violino in alcuni movimenti si prestava egregiamente a eventuali ornamentazioni, per l'eventuale esibizione di virtuosi. In effetti, diverse copie manoscritte ed edizioni a stampa sono giunte a noi con ornamenti assenti nell'edizione originale; esse forniscono preziosi indizi sulle pratiche del suo tempo, ovvero di quando l'ornamentazione era parte integrante sia della composizione sia dell'esecuzione, sebbene spesso non annotata nella partitura e aggiunta a discrezione dell'esecutore. Nel complesso, le opere da camera rappresentano una scuola violinistica completa, con brani che vanno dai livelli tecnici più elementari a quelli più impegnativi.

#### Opera Sesta

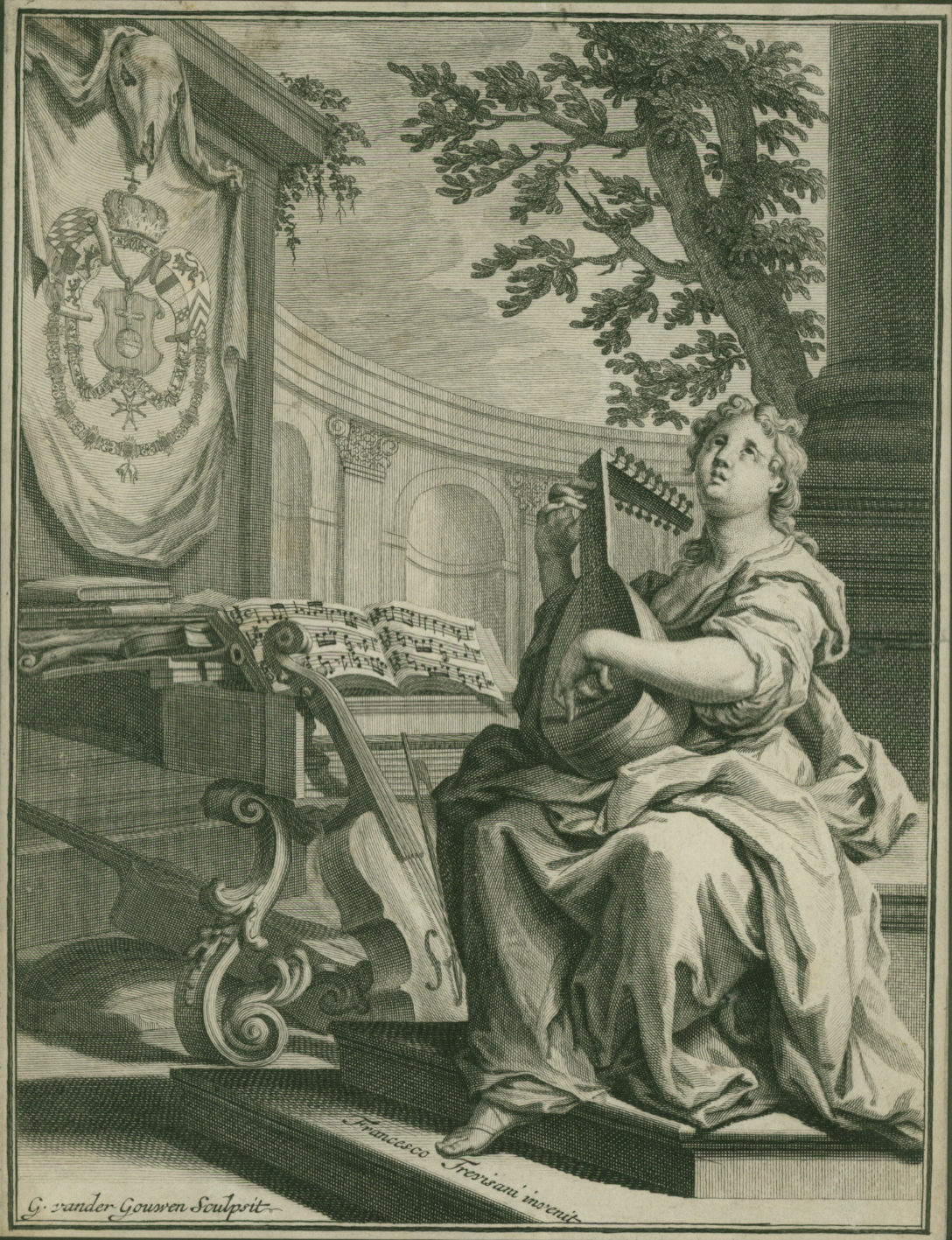
Frontespizio della prima edizione dei Concerti Grossi, op. 6

L'Opera Sesta, la serie di concerti grossi, è vista come il culmine dei suoi sforzi compositivi e la sua fama postuma si basa principalmente su di essa. Nel 1711, ancor prima che fosse terminato, fu elogiato da Adami come "la meraviglia del mondo", profetizzando che "con esso renderà per sempre immortale il suo nome". Questo genere toccò il suo apogeo nell'ultimo trentennio del 1600, e quando fu pubblicata la collezione di Corelli, esso già cominciava a passare di moda in alcuni importanti centri d'Italia.
I primi otto impiegano la forma solenne della sonata da chiesa, gli altri la forma della sonata da camera, con vivaci ritmi di danza in vari movimenti. La polifonia si presenta in tutti i brani, in misura variabile. Il numero e il carattere dei movimenti cambiano in ogni concerto, ma l'equilibrio tra le parti rimane invariato. Emergendo come diretta derivazione della sonata in trio, nei concerti, come era prassi caratteristica di questo genere, l'orchestra si divide in due gruppi: il concertino, composto da due violini soli e un violoncello, e il ripieno, con tutti i musicisti rimasti. Ogni gruppo ha un accompagnamento di basso continuo separato. Questo arrangiamento ha favorito lo sviluppo di dialoghi vivaci ed espressivi tra loro, unendo e separando le loro forze, allineandosi al gusto barocca per i contrasti e la retorica, e allo stesso tempo consentendo l'esplorazione di una varietà di effetti sonori e trame, lasciando al contempo ai solisti spazio per l'esibizione di qualche virtuosismo, seppur moderato. L'uso del basso figurato è parsimonioso e tutte le parti degli archi sono completamente scritte. I movimenti lenti sono generalmente brevi e servono più come pause e collegamenti tra movimenti veloci più lunghi. La maggior parte dei movimenti non han un tema definito e ha una scrittura prevalentemente omofonica, e traggono il loro effetto da un sensibile uso di dissonanze, trame e da potenti progressioni armoniche che creano effetti di tensione e sorpresa. L'accordo finale è quasi sempre una cadenza che porta direttamente alla tonalità del movimento successivo.
Secondo Distaso, la varietà interna dei concerti evita la monotonia, ma alla fine emerge una notevole unità e omogeneità di stile nella raccolta nel suo insieme. Lo stile polifonico che caratterizza questi concerti è stato a lungo lodato come paradigmatico per la sua chiarezza e per il suo melodismo al tempo stesso sobrio ed espressivo, quintessenza del buon gusto Arcadico. Georg Friedrich Händel, Johann Sebastian Bach, Antonio Vivaldi, Giuseppe Torelli, Georg Muffat, Georg Philipp Telemann, Giuseppe Valentini, Benedetto Marcello, Pietro Locatelli, Antonio Montanari, Giuseppe Sammartini, Giorgio Gentili, Francesco Geminiani e innumerevoli altri musicisti sono stati ispirati dal modello corelliano nel produrre la loro musica orchestrale e concertante. A Roma la sua influenza fu così schiacciante che nessun compositore della generazione successiva poté evitarla del tutto. Insieme a Torelli e Vivaldi, Corelli fu una delle figure chiave nell'affermare il concerto come un genere la cui popolarità persiste ancora oggi.
Un dizionario musicale del 1827 riecheggiava ancora ciò che Burney aveva detto più di trent'anni prima: "I concerti di Corelli hanno resistito a tutti gli assalti del tempo e della moda, più fermamente delle altre sue opere. L'armonia è così pura, le parti così chiaramente, giudiziosamente e ingegnosamente arrangiate, e l'effetto d'insieme, suonato da una grande orchestra, è così maestoso, solenne e sublime, che disarmano ogni critica e fanno dimenticare tutto ciò che sia mai stato composto nello stesso genere». Nell'opinione di Michael Talbot, scrivendo per The Cambridge Companion to the Concerto, è difficile spiegare la popolarità duratura di questa raccolta. Ricordando gli antichi commentari che ne esaltavano le qualità di purezza ed equilibrio, ritiene che questa non possa essere considerata la semplice causa della sua popolarità, ma solo una precondizione. Continua affermando:

#### Composizioni senza numero d'opera
Nel complesso la produzione pubblicata da Corelli appare non particolarmente vasta, considerando che fu attivo per quarant'anni. Diede infatti alle stampe 12 concerti grossi, 12 sonate per violino e 48 sonate a tre, apparse in quattro raccolte (opere 1-4). Vista la straordinaria capacità di questo musicista, riconosciuta da tutti i contemporanei, e i frequenti impegni che lo videro attivo come solista e direttore d'orchestra, Corelli potrebbe aver composto ben più di quanto pubblicato. Probabilmente gran parte della sua produzione - forse a causa della cura del tutto speciale (e in parte insolita in quei tempi) che dedicava alle sue opere prima di pubblicarle - non fu mai data alle stampe e andò dispersa. Negli ultimi anni c'è stato quindi un grande interesse per la riscoperta di opere a lui attribuibili, e alcune di queste sono ormai riconosciute come sue quasi unanimemente dai musicologi. Si tratta di lavori senza numero d'opera, rimasti cioè esclusi dalla numerazione che Corelli apponeva, come era d'uso comune, alle sue opere a stampa, ma non per questo di minore importanza musicale.
Tra questi extra opus, considerati ormai da tutti autenticamente corelliani, si segnala in primo luogo l'Introduttione e Sinfonia per l'Oratorio di Santa Beatrice d'Este, un concerto grosso composto come introduzione a un oratorio di Giovanni Lorenzo Lulier, eseguito a palazzo Pamphilj al Corso nel 1689, conservato in un manoscritto appartenuto alla collezione di Francesco II d'Este, duca di Modena. Il largo, praticamente uguale a quello del sesto concerto grosso op. 6, pubblicato venticinque anni dopo, non solo conferma la paternità corelliana della composizione, ma dimostra come le pubblicazioni delle opere corelliane (e soprattutto dei suoi straordinari concerti grossi) fossero il frutto di un'attenta selezione di pezzi composti nell'arco dell'intera carriera artistica, selezionando pochi brani all'interno di una produzione presumibilmente più vasta di quella pubblicata.
Un secondo lavoro oggi attribuito a Corelli è il Concerto a quattro, per due violini, violetta e basso, copiato in un manoscritto della biblioteca del Conservatorio di S. Pietro a Majella a Napoli che reca la dicitura esplicita "non sono date alle stampe". La copia napoletana, completa di tutte le partiture, indica l'opera come una "sonata a 4", mentre un'altra copia rinvenuta nella Library of St. Michael's College a Tenbury (Gran Bretagna) la presenta come un'opera "a 7" e quindi come una forma di concerto grosso In ogni caso, è significativa la straordinaria qualità della composizione e in particolare lo splendido movimento in "Grave": esso funge, come quasi sempre nell'opera di Corelli, da raccordo di poche battute tra due tempi veloci, un piccolo gioiello caratterizzato da una cifra inquieta, visionaria e malinconica.
Diverse fonti italiane, inglesi e austriache sono concordi nell'attribuire a Corelli una Sonata a quattro, per tromba, due violini e basso continuo che merita una particolare menzione in quanto unica opera dedicata dal compositore di Fusignano a uno strumento a fiato. D'altro canto, un'altra sonata e un concerto comprendenti strumenti a fiato, conservati a Vienna, sono di assai dubbia autenticità.
Taluni considerano corelliana la Fuga a quattro voci con un soggetto solo rinvenuta da Mario Fabbri presso il Conservatorio di Firenze, la cui paternità è celata sotto lo pseudonimo-anagramma di Gallario Riccoleno. La composizione contiene un tema del tutto simile a quello del tema fugato presente in un passaggio del celebre coro Allelujah del Messiah di Händel, e questo potrebbe confermare una qualche influenza dello stile corelliano sul giovane Händel, benché il tema presenti un andamento melodico molto comune all'epoca. Meno probabile che si tratti di un "omaggio" di marca händeliana virtualmente attribuito a Corelli.
Infine bisogna ricordare che l'editore di Corelli, Estienne Roger, pubblicò nel 1714 sei Sonate a tre per due violini col basso per l'organo, qualificandole come "opera postuma". L'attribuzione effettiva di queste sonate è anch'essa molto discussa, ma l'attribuzione dell'ultima sonata è sostenuta da ben otto fonti in tutta Europa e anche la somiglianza stilistica con le sonate a tre è davvero molto pronunciata.
Va sottolineato che tutti questi brani trasmessi nei manoscritti o nelle stampe come opere di Corelli, sia quelli di più certa attribuzione sia quelli dubbi, si caratterizzano per la raffinatezza stilistica e la qualità della scrittura musicale, confermando il ruolo fondamentale che il compositore ebbe nello sviluppo della musica strumentale europea nel corso del Settecento.

## Catalogo delle opere

### Opere a stampa
- Opera 1: Sonate a tre, doi violini e violone o arcileuto, col basso per l'organo, consecrate alla sacra real maestà di Cristina Alessandra regina di Svezia ... Opera prima (Roma, G.A. Muzi, 1681)
- Opera 2: Sonate da camera a tre, doi violini e violone o cimbalo, consecrate all'emin.mo e rev.mo signore il signore Card. Panfilio ... Opera seconda (Roma, G.A. Muzi, 1685)
- Opera 3: Sonate a tre, doi violini e violone, a arcileuto, col basso per l'organo, consecrate all'Altezza Sereniss. di Francesco secondo duca di Modona, Reggio, &c. ... Opera terza (Bologna, Pier Maria Monti, 1689)
- Opera 4: Sonate a tre, composte per l'accademia dell'em.mo e rev.mo signor cardinale Otthoboni, et all'Eminenza Sua consecrate ... Opera quarta (Roma, Gio. Giacomo Komarek, 1694)
- Opera 5: Sonate a violino e violone o cimbalo, dedicate all'altezza Serenissima Elettorale di Sofia Carlotta elettrice di Brandenburgo, ecc. ... Opera quinta (Roma, Gasparo Pietrasanta, 1700)
- Opera 6: Concerti grossi con duoi violini e violoncello di concertino obligati, e duoi altri violini, viola e basso di concerto grosso ad arbitrio, che si potranno raddoppiare, dedicati all'Altezza Serenissima Elettorale di Giovanni Guglielmo Principe Palatino del Reno, ecc. ... Opera Sesta (Amsterdam, Etienne Roger, 1714)

### Composizioni senza numero d'opera
- Sonata per violino e basso in La min, in Sonate a violino e violoncello di vari autori (Bologna?, circa 1700)
- Sinfonia in re minore, WoO 1
- 6 Sonate a tre, WoO 5 – 10 (1714)

## Convegni corelliani
- I Convegno corelliano 8-24 settembre 1967 direttore Pieluigi Petrobelli: A) Mostra delle edizioni e manoscritti corelliani nelle raccolte Piancastelli; B) Conferenza di Giuseppe Vecchi su "Arcangelo Corelli maestro all'Italia e all'Europa; C) Concerto dai Virtuosi di Roma diretto da Renato Fasano
- II Convegno corelliano 5-8 settembre 1968 Prolusione: Marc Pincherle su "Corelli et la France"; relazioni di Adriano Cavicchi, Oscar Mischiati e Pierluigi Petrobelli; concerti di Gabrielli Armuzzi Romei e Cristiano Rossi (violini), Massimo Godoli (violoncello), Alberto Mantovani (tromba) e Luigi Ferdinando Tagliavini (clavicembalo)
- III Convegno corelliano 24-28 settembre 1969 relatori Tito Gotti e Mario Baroni Concerto di Luigi Dallapiccola.
- IV Convegno corelliano tema della tavola rotonda: "Prassi esecutiva corelliana"
- V Convegno corelliano 1971 relazione di Tagliavini su "Gli influssi di Corelli nella civiltà musicale d'oltr'Alpe"; concerto tenuto dai Solisti Veneti
- VI Convegno corelliano 1972 Nino Pirrotta presenta gli "Atti del Primo Congresso Internazionale"; concerto diretto da Sergiu Celibidache
- VII Convegno corelliano 1973 concerti di Fiati Italiani diretti da Garbarino e di Salvatore Accardo
- VIII Convegno corelliano 1974 in concomitanza col Secondo Congresso Prolusione di Alberto Basso presidente Società Italiana di Musicologia
- IX Convegno corelliano 1975 concerto Orchestra sinfonica del teatro di Bologna diretta da Eliahu Inbal
- X Convegno corelliano 1979 Nino Pirrotta presenta gli Atti del II Congresso Internazionale; conferenza di Alfredo Belletti su "Le edizioni antiche dell'Opera quinta corelliana nelle raccolte Piancastelli"; concerti di Arthur Grumiaux (violino) e Riccardo Castagnone (violoncello)
- XI Convegno corelliano 1982 Paolo Fabbri presenta gli Atti del III congresso internazionale dal titolo " L'invenzione del gusto: Corelli e Vivaldi"; concerto dell'Accademia Corelliana" con musiche di Telemann e Corelli
- XII Convegno corelliano 1986 in concomitanza col IV Congresso Concerti di Sonya Monosoff (violino) e Edward Smith (clavicembalo); programmazione del " Secondo corso di violino barocco" affidato a Sonya Monosoff
- XIII Convegno corelliano

## Congressi internazionali di studi corelliani
- I Congresso Corelliano 5-8 settembre 1968 Si svolse in concomitanza col II Convegno: discorso inaugurale di Marc Pincherle "Corelli et la France"
- II Congresso Corelliano 5-8 settembre 1974 relatori: Cavicchi, Gallico, Mischiati, Petrobelli e Tagliavini; concerti: il 5 clavicembalista Gustav Leonhard e il gambista Anner Bijlsma, il 7 Gruppo cameristico di Bologna formato da L. Rovighi (violino barocco), P. Ghetti (violoncello barocco) e S. Vartolo (clavicembalo); viene avviato un primo "Corso di violino barocco" affidato a Sonya Monosoff, Temenuschka Vesselinova e Carlo Denti
- III Congresso Corelliano 4-7 settembre 1980 "L'invenzione del gusto: Corelli e Vivaldi",
- IV Congresso Corelliano 4-7 settembre 1986 in concomitanza col XII Convegno Si propone la costituzione del "Centro di studi Corelli" e della "Fondazione Corelli" con sede a Fusignano e sezioni staccate a Roma e a Bologna
- V Congresso Corelliano 9-11 settembre 1994 "Corelli: lo 'stile', il 'modello', la 'classicità'
- VI Congresso Corelliano 11-14 settembre 2003 "Arcangelo Corelli: fra mito e realtà storica" Direzione scientifica di Stefano La Via
- VII Congresso Corelliano 2013: Proposte emerse: A) creare un archivio corelliano digitale, B) curare una edizione critica che tenga conto dei nuovi apporti, C) dedicare ad Arcangelo Corelli una giornata annuale.

## Intitolazioni
- Al compositore è intitolato il Conservatorio "Arcangelo Corelli" di Messina.

## Citazioni
- Nel film Master and Commander (2003) Aubrey e Maturin (personaggi di Patrick O’Brian) suonano un pezzo di Corelli.
- Nella canzone Inneres Auge Franco Battiato lo cita, elogiando la sua musica nella strofa finale, la quale recita testualmente: «Ma quando ritorno in me, sulla mia via, a leggere e studiare, ascoltando i grandi del passato mi basta una sonata di Corelli, perché mi meravigli del creato».